# Piper medinaense
Piper medinaense är en pepparväxtart som beskrevs av Truman George Yuncker. Piper medinaense ingår i släktet Piper och familjen pepparväxter. Inga underarter finns listade i Catalogue of Life.